# Ali Al Habsi
Ali Abdullah Harib Al Habsi (arabiska: علي بن عبد الله بن حارب الحبسي), född 30 december 1981 i Muskat, är en omansk före detta fotbollsmålvakt.

## Klubbkarriär
Al Habsi spelade tre säsonger för norska Lyn Oslo och blev där utsedd till Årets Målvakt 2004. Han flyttade till Bolton i januari 2006 men fick inte spela några A-lagsmatcher under sitt första år i klubben. Han fanns dock med som avbytare ett par gånger och spelade även regelbundet för Boltons reservlag. Al Habsi gjorde sin A-lagsdebut i september 2007, i 2-1-vinsten mot Fulham i Carling Cup. Han spelade också mot Bayern München i UEFA-cupen och gjorde då ett par fina räddningar.
Säsongen 2007/2008 gjorde Al Habsi 16 framträdanden då Boltons ordinarie målvakt Jussi Jääskeläinen var skadad och tvingades operera ryggen. Al Habsis första Premier League-match från start var mot Wigan Athletic.
Den 29 augusti 2019 värvades Al Habsi av West Bromwich Albion, där han skrev på ett ettårskontrakt.

## Landslagskarriär
Al Habsi spelar också för Omans landslag och var förstamålvakt under Asiatiska mästerskapet i fotboll 2007. Han stod i mål i alla tre gruppmatcher.